# 사카이 나오키
사카이 나오키(일본어: 酒井 直樹, 1975년 8월 22일 ~ )는 일본의 전 축구 선수이다.

## 구단 경력
1994년 재팬 풋볼 리그의 히타치(가시와 레이솔)에 입단했다. 1999년에 J리그컵 우승을 차지했다. 2001년까지 130경기에 출전하여, 16득점을 넣었다. 2002년 콘사돌레 삿포로로 이적했다. 2002년후 J2리그에 강등했다. 2003년후 현역 은퇴.

## 국가대표팀 경력
그는 1996년 10월 13일 튀니지과의 경기에서 일본 국가대표팀에 데뷔했다.

## 통계
| 일본 | 일본 | 일본 |
| 연도 | 출전 | 득점 |
| ---- | ---- | ---- |
| 1996 | 1    | 0    |
| 통산 | 1    | 0    |